# Theodoros Anagnostes
Theodoros Anagnostes (altgriechisch Θεόδωρος Αναγνώστης; auch lateinisch Theodorus Lector; † vor 550) war ein spätantiker Kirchenhistoriker.
Theodorus Lector war, wie sein Name auch ausdrückt, Vorleser an der Hagia Sophia zu Konstantinopel. Seine in Griechisch verfasste historia tripartita ist eine Kompilation aus Stücken des Sokrates Scholastikos, des Sozomenos und des Theodoret. Sie ist, ebenso wie seine historia ecclesiastica in vier Büchern, die in selbständigerer Weise den Zeitraum von 439 bis 527 behandelt, nur fragmentarisch erhalten.

## Textausgabe
- Theodoros Anagnostes: Kirchengeschichte (= Günther Christian Hansen (Hrsg.): Die Griechischen Christlichen Schriftsteller. Neue Folge. Band 3). Zweite, durchgesehene Auflage. Akademischer Verlag, Berlin 1995, ISBN 3-05-002721-5 (Erstausgabe: Berlin 1971).
- The Church Histories of Theodore Lector and John Diakrinomenos. Herausgegeben und übersetzt von Rafał Kosiński, Kamilla Twardowska und Adrian Szopa. Lang, Frankfurt am Main 2021, ISBN 978-3-631-82013-1 (Text und englische Übersetzung der Fragmente).